# キャロリン・クラウ
キャロリン・クラウ（英語: Carolyn Krau、1943年8月18日 - ）は、イギリス、アクスブリッジ出身のフィギュアスケート選手（女子シングル・ペア）。パートナーはロドニー・ワード。
1956年コルティナダンペッツォオリンピック・1960年スコーバレーオリンピックイギリス代表。

## 主な戦績

### 女子シングル
| 大会/年        | 1958-59 | 1959-60 | 1960-61 |
| -------------- | ------- | ------- | ------- |
| オリンピック   |         | 19      |         |
| 世界選手権     |         | 20      |         |
| 欧州選手権     | 15      | 12      |         |
| イギリス選手権 |         | 2       |         |
| リッチモンド杯 | 2       | 2       | 2       |

### ペア
| 大会/年      | 1955-56 | 1957-58 |
| ------------ | ------- | ------- |
| オリンピック | 11      |         |
| 世界選手権   | 9       | 12      |
| 欧州選手権   | 8       | 13      |